# Лејквуд (Калифорнија)
Лејквуд (енгл. Lakewood) град је у америчкој савезној држави Калифорнија. По попису становништва из 2010. у њему је живело 80.048 становника.

## Демографија
Према попису становништва из 2010. у граду је живело 80.048 становника, што је 703 (0,9%) становника више него 2000. године.
| Група             | 2000.          | 2010.          |
| Белци             | 41.577 (52,4%) | 32.774 (40,9%) |
| Афроамериканци    | 5.825 (7,3%)   | 6.973 (8,7%)   |
| Азијати           | 10.716 (13,5%) | 13.115 (16,4%) |
| Хиспаноамериканци | 18.071 (22,8%) | 24.101 (30,1%) |
| Укупно            | 79.345         | 80.048         |